# 瑪麗亞·特蕾莎 (葡萄牙)
瑪麗亞·特蕾莎（葡萄牙語：Maria Teresa de Bragança，1793年4月29日—1874年1月17日），葡萄牙國王約翰六世的長女。

## 家庭
1810年，瑪麗亞·特蕾莎與表哥佩德羅·卡洛斯結婚，兩人的獨子塞巴斯蒂安於隔年出生。佩德羅·卡洛斯於1812年去世。
1838年，瑪麗亞·特蕾莎與舅舅莫利納伯爵卡洛斯（即唐·卡洛斯王子）結婚，兩人沒有子女。